# SBB HGe 101 (961-968)
De HGe 4/4 is een elektrische locomotief van de SBB Brünigbahn. Tegenwoordig als zelfstandige spoorwegmaatschappij Zentralbahn (ZB).

## Geschiedenis
Deze locomotieven werden in de jaren 1980 door Schweizerische Lokomotiv- und Maschinenfabrik (SLM), Brown, Boveri & Cie (BBC) en Asea Brown Boveri (ABB) ontwikkeld en gebouwd voor de SBB Brünigbahn als HGe 4/4 101 en de Furka-Oberalp-Bahn (FO) en de Brig-Visp-Zermatt-Bahn (BVZ) ) als HGe 4/4 II.

## Constructie en techniek
De locomotieven zijn opgebouwd met een lichtstalen frame. De locomotief is voorzien kleine gelijkstroommotoren die traploos door thyristoren werden aangestuurd. De techniek van deze locomotief is afgeleid van de in 1989 ontwikkelde locomotieven voor de Schweizerische Bundesbahnen van het type Re 4/4 IV en NPZ.

### Tandradsysteem
Deze locomotieven zijn voorzien van het tandradsysteem Riggenbach. Riggenbach is een tandradsysteem ontwikkeld door de Zwitserse constructeur en ondernemer Niklaus Riggenbach (1817-1899).

### Namen
De Zentralbahn (ZB) hebben de volgende namen op de locomotieven geplaatst:
| Nummer                                                          | Naam             | Opmerking     |
| --------------------------------------------------------------- | ---------------- | ------------- |
| 101 961-1                                                       | Horw             | ex Brünigbahn |
| 101 962-9                                                       | Hergiswil        | ex Brünigbahn |
| 101 963-7                                                       | Alpnach          | ex Brünigbahn |
| 101 964-5                                                       | Sachseln         | ex Brünigbahn |
| 101 965-2                                                       | Lungern          | ex Brünigbahn |
| 101 966-0                                                       | Brünig-Hasliberg | ex Brünigbahn |
| 101 967-8                                                       | Brienz           | ex Brünigbahn |
| 101 968-6                                                       | Ringgenberg      | ex Brünigbahn |
| *) 101 961 / 968 waren oorspronkelijk als 1961 / 1968 genummerd |                  |               |

## Treindiensten
De locomotieven wordt door de Zentralbahn (ZB) ingezet op de volgende traject:
- Luzern – Interlaken Ost

## Foto's

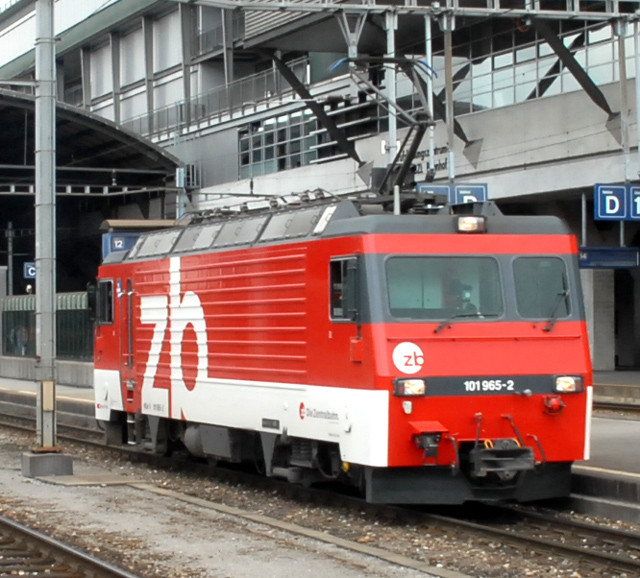
HGe 101 965-2 op 27 mei 2007 te Luzern

de voormalige spoorwegondernemingen SBB Brünigbahn en Luzern-Stans-Engelbergbahn (LSE)